# Simiri
Simiri ist eine Landgemeinde im Departement Ouallam in Niger.

## Geographie
Die Nachbargemeinden von Simiri sind Ouallam im Norden, Dingazi im Nordosten, Tondikandia im Osten, Tagazar im Südosten, Hamdallaye im Süden, Karma im Südwesten und Kourteye im Westen. Das nördliche Drittel der Gemeinde ist Teil des Sahel, während die südlichen zwei Drittel zur Übergangszone zwischen Sahel und Sudan gerechnet werden.
Bei den Siedlungen im Gemeindegebiet handelt es sich um 125 Dörfer, 356 Weiler und 3 Lager. Der Hauptort der Landgemeinde ist das Dorf Simiri. In der Umgebung des Hauptorts wurde die Schlangenart Rhamphiophis oxyrhynchus gesichtet.

## Geschichte
Der Hauptort Simiri wurde um 1700 von zwei aus dem Westen stammenden Jägern namens Kougorou und Djada gegründet, die der Zarma-Untergruppe Kallé angehörten. Der Ortsname leitet sich von aï si miri in der Sprache Zarma ab und bedeutet „ich gehe nicht weg“. Noch im 19. Jahrhundert wurde Simiri von Kallé-Anführern beherrscht. In den Dürrejahren 1973 und 1984 wanderten zahlreiche Einwohner aus, kehrten später jedoch wieder zurück.
Die Landgemeinde Simiri ging 2002 bei einer landesweiten Verwaltungsreform aus dem Kanton Simiri hervor. Im Jahr 2008 wurden bei Überschwemmungen 57 Hütten zerstört und 165 Einwohner geschädigt.

## Bevölkerung
Bei der Volkszählung 2012 hatte die Landgemeinde 103.057 Einwohner, die in 10.128 Haushalten lebten. Bei der Volkszählung 2001 betrug die Einwohnerzahl 76.783 in 7544 Haushalten.
Im Hauptort lebten bei der Volkszählung 2012 1817 Einwohner in 217 Haushalten, bei der Volkszählung 2001 951 in 93 Haushalten und bei der Volkszählung 1988 2239 in 261 Haushalten.
In ethnischer Hinsicht ist die Gemeinde ein Siedlungsgebiet von Zarma und Fulbe.

## Politik
Der Gemeinderat (conseil municipal) hat 24 gewählte Mitglieder. Mit den Kommunalwahlen 2020 sind die Sitze im Gemeinderat wie folgt verteilt: 7 MODEN-FA Lumana Africa, 4 PJP-Génération Doubara, 3 AMEN-AMIN, 3 PNDS-Tarayya, 2 MNSD-Nassara, 2 MPN-Kiishin Kassa, 2 MPR-Jamhuriya und 1 RPP-Farilla.
Jeweils ein traditioneller Ortsvorsteher (chef traditionnel) steht an der Spitze von 79 Dörfern in der Gemeinde.

## Kultur und Sehenswürdigkeiten
Für den Filmemacher Jean Rouch war Simiri ein häufiger Drehort. Beginnend mit dem Film Yenendi, les hommes qui font la pluie, der im Jahr 1951 entstand, dokumentierte Rouch vor allem verschiedene Aspekte des traditionellen Regenrituals yenendi. In den 1970er Jahren geschah dies vor dem Hintergrund der schweren Dürre in der Sahelzone. Zuletzt drehte Rouch 1979 in Simiri.

## Wirtschaft und Infrastruktur

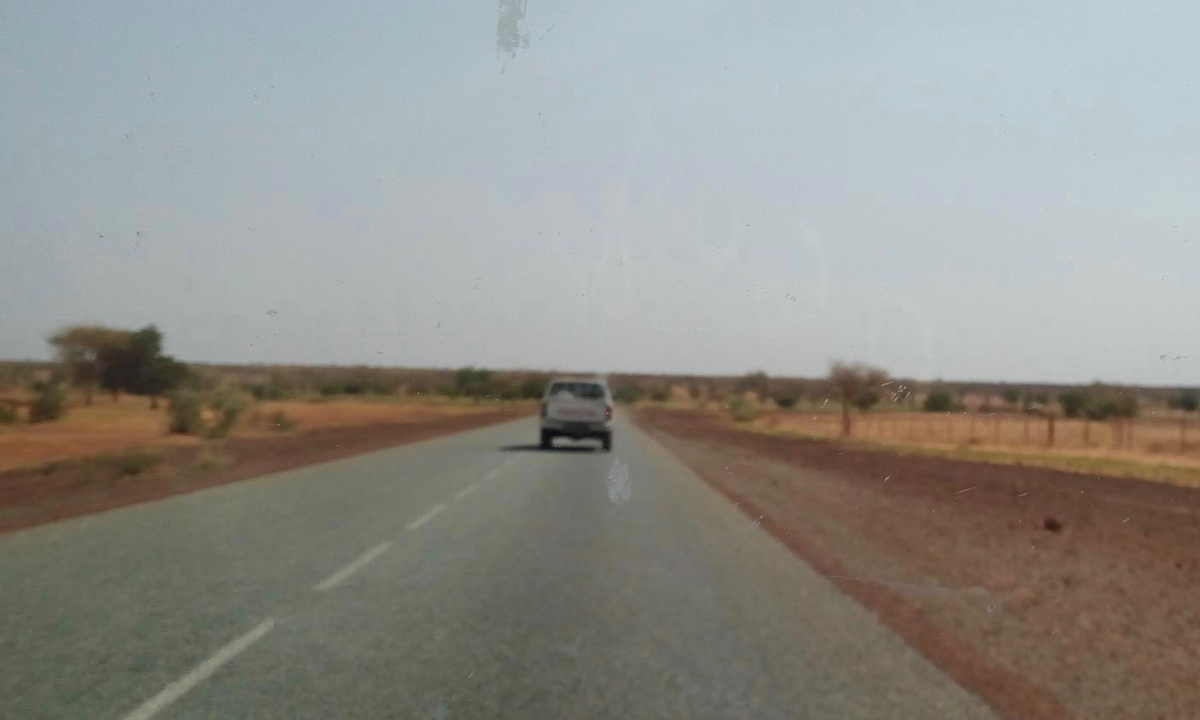
Nationalstraße 24 zwischen den Dörfern Boukanda und Sabon Gari im Gemeindegebiet von Simiri (2018)

Die Gemeinde liegt in einer Zone, in der Regenfeldbau betrieben wird. Von wirtschaftlicher Bedeutung ist auch die Arbeitsmigration ins Ausland. In den 1980er Jahren wurde im Hauptort eine Getreidebank etabliert. Das staatliche Versorgungszentrum für landwirtschaftliche Betriebsmittel und Materialien (CAIMA) unterhält eine Verkaufsstelle im Hauptort. Außerdem gibt es eine veterinärmedizinische Station. Die Niederschlagsmessstation im Hauptort wurde 1981 in Betrieb genommen.
Gesundheitszentren des Typs Centre de Santé Intégré (CSI) sind im Hauptort sowie in den Siedlungen Bakomaka, Banné Béri, Guineou Bangou, Kouara Tégui, Labou Bangou und Samari vorhanden. Der CEG Simiri ist eine allgemein bildende Schule der Sekundarstufe des Typs Collège d’Enseignement Général (CEG). Beim Centre de Formation aux Métiers de Simiri (CFM Simiri) handelt es sich um ein Berufsausbildungszentrum.
Durch Simiri verläuft die Nationalstraße 24, die den Ort mit der nigrischen Hauptstadt Niamey und der Staatsgrenze zu Mali bei Banibangou verbindet.